# زوران (کشتی)
زوران (به کردی: زووران) یک شیوهٔ کشتی پهلوانی است که در میان کردهای حوزهٔ فرهنگی کرمانشاه رایج است. زوران ورزشی کهن و ریشه‌دار است که از دیرباز در منطقهٔ کرمانشاهان رواج داشته است. زوران در تیرماه ۱۳۹۴ به نام استان کرمانشاه در فهرست میراث فرهنگی ملی ایران ثبت شد. قوانین زوران با دیگر کشتی‌هایی که با نام پهلوانی شناخته می‌شوند تفاوت دارد.

## واژهٔ زوران
واژهٔ زوران واژه‌ای کردی و به معنی زورآزمایی است. در همهٔ گویش‌های کردی نیز به این ورزش زوران گفته می‌شود که معنای آن معادل با واژهٔ کشتی در زبان فارسی است. به فردی که به ورزش زوران می‌پردازد، زوران‌باز یا زوران‌گیر و به مکان انجام آن زورخانه گفته می‌شود.

## هیأت زوران
هم‌اکنون متولی این ورزش در استان کرمانشاه هیأت ورزش روستایی و بومی محلی این استان است که با برگزاری کارگاه‌های آموزشی در سطح استان به صدور کارت مربیگری و داوری ورزش زوران اقدام می‌کند. این هیأت همچنین به دنبال طراحی لباسی ویژه و رسمی برای زوران بوده و ثبت جهانی آن را دنبال می‌کند. همچنین مقدمات ساخت یک گود زوران در استان کرمانشاه را فراهم می‌کند.
همچنین انجمنی به نام انجمن زوران ایران تأسیس شده که فعالیت‌های زوران را در سطح کشور و به ویژه استان‌های کرمانشاه، کردستان و ایلام زیر نظر دارد.